# Музей води (Москва)
Музей води — музей в Москві, заснований 15 червня 1993 року. Один з найперших водних музеїв країни, відомчо підпорядкований «Мосводоканалу». Музей розташовано в старовинній московської місцевості Крутіци (в давнину село, яке пізніше поглинуло міста) на території пам'ятника промислової архітектури кінця XIX — початку XX століть, будівлі, в якій з 1898 року знаходилася Головна каналізаційна насосна станція столиці. Ця станція будувалася за проектом російського архітектора М. К. Геппенера.
Експозиція, представлена в музеї, складається з двох розділів. Перший присвячено історії води і містить експонати, пов'язані з будівництвом водопроводу і каналізації та їх розвитком. Другий розділ показує сучасний стан справ міських інженерних споруд, представляючи всю складність процесу забору води з природних водойм, її очищення і обробки, а також подальшій подачі промисловим і індивідуальним споживачам. Також розкривається тема нейтралізації і утилізації каналізаційних стоків у масштабах мегаполісу.